# Écaquelon

Écaquelon este o comună în departamentul Eure, Franța. În 1 ianuarie 2022 avea o populație de 608 de locuitori.